# Joaquim Lopes Lebre
Joaquim Lopes Lebre (Aguim, 18 de agosto de 1834 – São Paulo, 18 de abril de 1909), primeiro e único barão, visconde e conde de São Joaquim, foi um comerciante português fundador da Sociedade Portuguesa de Beneficência de São Paulo.

## Biografia
Nascido na freguesia de Aguim, no concelho de Anadia, Joaquim migrou para o Brasil em 1853, estabelecendo-se em São Paulo. O jovem dedicou-se inicialmente ao comércio de ferragens e prosperou rapidamente na capital da província, onde inaugurou em 1858 juntamente com seu irmão, João Lopes Lebre, a Casa Lebre & Irmão. A pequena loja de ferragens evoluiu para um estabelecimento comercial de prestígio que vendia uma grande variedade de artigos.
Membro atuante dentro da comunidade portuguesa de São Paulo, Joaquim uniu-se a outros 168 conterrâneos para fundar em 1859 a Sociedade Portuguesa de Beneficência. Essa sociedade tinha como objetivo principal  fornecer auxílio jurídico, social e material aos cidadãos portugueses residentes em São Paulo. Já na década de 1860, embora com poucos recursos financeiros, a sociedade alugou um imóvel e adaptou-o para receber a Casa dos Enfermos da Sociedade de Beneficência. Este seria o embrião da Real e Benemérita Associação Portuguesa de Beneficência, que nos dias atuais constitui o maior pólo de saúde privada da América Latina.
Pelos serviços prestados à comunidade portuguesa no Brasil, bem como às vítimas das inundações que assolaram Portugal em 1877, o rei Luís I concedeu-lhe o título de barão de São Joaquim em 1878, elevando-o à dignidade de visconde em 1881. Em 1890, o rei Carlos I elevou-o a conde.

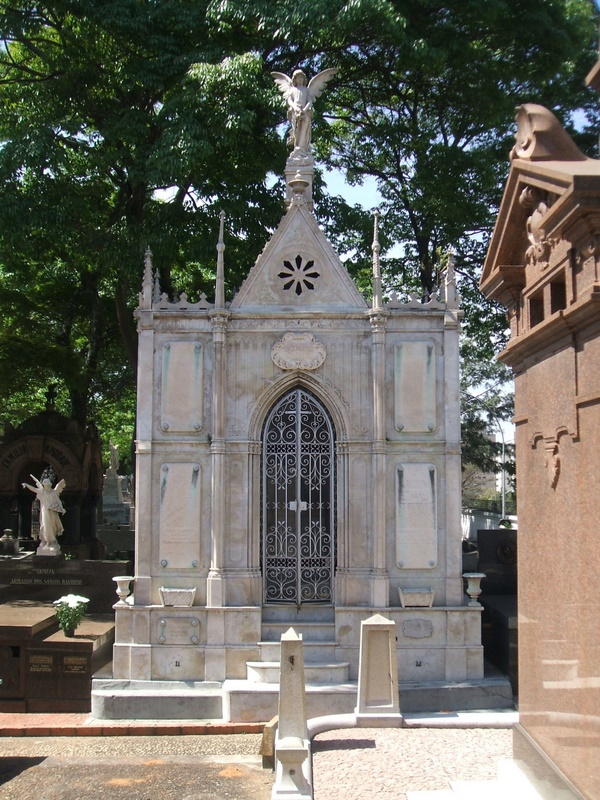
Mausoléu onde encontra-se sepultado o Conde de São Joaquim, no Cemitério da Consolação, em São Paulo.

## Casamento e filhos
Joaquim Lopes Lebre era casado com Rita Proost Rodovalho (1844-1900), filha do coronel Antônio Proost Rodovalho e de Henriqueta Leopoldina Proost Rodovalho. O casal teve oito filhos:
- Rita (1866-1909)[19] - casada com Feliciano Cerveira de Mello, com descendência
- Henriqueta (1867-?) - casada com Manuel Garcia da Silva, com descendência
- Julieta (1873-?) - casada com Evaristo de Mello Pinto, com descendência
- Joaquim (1876-1948) - casado com Sofia Ellis, com descendência[20]
- Maria Bernarda (1877-1903) - casada com Alberto de Mello Seabra, com descendência[21]
- Ana (1878-?) - casada com Manuel Pereira Guimarães, com descendência
- Elvira (1885-?) - casada com Armando Santos Barroso, com descendência[22]
- Zulmira (1886-?) - casada com seu cunhado Alberto de Mello Seabra, com descendência[8]

## Morte
Joaquim Lopes Lebre morreu em São Paulo, em 18 de abril de 1909, aos 74 anos de idade. Seu corpo foi sepultado no Cemitério da Consolação. Duas ruas da cidade foram nomeadas em sua homenagem: a rua Conde de São Joaquim, no bairro da Bela Vista, e a rua São Joaquim - onde ele residiu -, no bairro da Liberdade.